# Alluvioni Piovera
Alluvioni Piovera é uma comuna italiana da região do Piemonte, província de Alexandria, com cerca de 1.618 habitantes, criada em 1° de janeiro de 2018 com a união das ex comunas de Alluvioni Cambiò e Piovera.

## Geografia
Estende-se por uma área de 24,79 km², e tem uma densidade populacional de 65,27 hab/km². Faz fronteira com Alexandria, Bassignana, Isola Sant'Antonio, Montecastello, Rivarone, Sale.